# Rapture Rejects
Rapture Rejects ist ein von Galvanic Games und Explosm Games entwickeltes und von tinyBuild herausgegebenes Battle-Royal-Computerspiel. Rapture Rejects wurde am 29. November 2018 im Early Access für Windows veröffentlicht. Seit 2021 steht das Spiel nicht mehr im Steam-Store zum Verkauf. 2024 wurde die bevorstehende Schließung des Studios Galvanic Games bekanntgegeben.

## Gameplay
Rapture Rejects ist ein Videospiel des Battle-Royale-Genres, welches auf der Cyanide-&-Happiness-Comic-Serie basiert. Es geht darum, dass Gott, nachdem er alle guten Menschen in den Himmel lässt, den Übergebliebenen die Chance gab, auch in den Himmel zu kommen, indem man einen Kampf gegen 49 andere Personen gewinnt. Der Gewinner kommt danach in den Himmel.
Man steuert den Charakter mit den Pfeiltasten und zielt bzw. schießt mit der Maus.

## Rezeption
Remington Joseph von CGMagazine gab dem Spiel 6 von 10 Punkten und lobte das Charaktererstellungs-System, sagte jedoch auch, dass das Spiel nicht alle Schwierigkeiten gelöst habe, die der Spielstil mit sich bringt.